# Chans
Chans (со швед. — «Шанс») — песня, написанная шведским автором и композитором Пером Гессле и выпущенная 31 марта и 7 апреля 2023 года в качестве первого сингла из восьмого студийного альбома группы Gyllene Tider «Hux flux».

## История
В 2019 году музыканты Gyllene Tider сообщили, что отправятся в прощальный гастрольный тур «GT40 Avskedsturnén», после которого окончательно прекратят свою деятельность. Спустя два года Пер Гессле давал серию сольных концертов Per Gessle Unplugged. Из-за ограничений, вызванных пандемией COVID-19, музыкант был вынужден сделать паузу в плотном гастрольном графике. В один из дней он приобрёл новую гитару, сыграл на ней пару аккордов, а ещё через некоторое время написал несколько песен («Chans» была одной из них) в стиле пауэр-поп (что, по его словам, контрастировало со стилем акустических гастролей). Гессле решил, что эти песни можно было бы записать вместе с другими музыкантами Gyllene Tider. По его мнению «пандемия всё изменила — людям потребовалась защита и безопасность, которую легче всего найти среди членов семьи и близких друзей» — по этой причине музыканты вновь собрались вместе и продолжили работу над очередным альбомом.
«Chans» была записана в студии «T&A» в Хальмстаде (техник звукозаписи Матс МП Перссон) и в студии «Sweetspot Studio» в хальмстадском пригороде Харплинье (техник звукозаписи Стаффан Карлссон (швед. Staffan Karlsson)) в период с декабря 2021 года по август 2022 года.
В интервью порталу «RoxetteBlog» Пер Гессле рассказал, что би-сайд к синглу, песня «Sanna mina ord» была изначально написана для группы PG Roxette. Совместно с продюсером Roxette Кристофером Лундквистом Гессле записал демоверсию этой песни, но, по его словам, «она звучала ужасно» и он решил перевести текст песни на шведский язык и исполнить её с Gyllene Tider. Оригинальная англоязычная песня называлась «Sunday Driver Yea» — Гессле позаимствовал название из строки песни The Beatles «Day Tripper» (1965). Гессле рассказал историю этой песни в другом интервью порталу «RoxetteBlog» в конце октября 2022 года, но не упомянул тогда её название. Песня «Sunday Driver Yea» вышла в качестве би-сайда ко второму синглу из альбома «Hux flux» — «Dagar att dansa» (2023).
Автором фотографий для обложки сингла является шведский фотограф Андерс Роос (швед. Anders Roos). Художник — Пэр Викхольм (швед. Pär Wickholm).

## Форматы
Сингл был выпущен 31 марта 2023 года в формате цифровой дистрибуции и 7 апреля 2023 года на 7" виниловой пластинке:
1. Chans (3:31)
2. Sanna mina ord (2:56)

Автор текста и музыки обеих песен: Пер Гессле.

## Участники записи
Gyllene Tider
- Пер Гессле — вокал, гитара
- Мике Андерссон — ударные
- Матс МП Перссон — гитара
- Андерс Херрлин — бас
- Йоран Фритцон — клавишные

## Отзывы критиков
- Музыкальный обозреватель крупнейшего шведского таблоида «Aftonbladet» Хокан Стин (швед. Håkan Steen) называет сингл «раздражающе симпатичным» и аргументирует своё мнение — песня слишком похожа на традиционные произведения коллектива: «звенящие гитары позднего лета, простая мелодия синтезатора „Farfisa“ и тексты о горько-сладкой любви». Тем не менее, Стин признаёт: «после нескольких прослушиваний сингл кажется почти досадно знакомым и симпатичным»[7].
- Шведская газета «Göteborgs-Posten» пишет о том, что группа «заряжает всех летним настроением» своим новым синглом[8].